# Asinius Lupus
Asinius Lupus wordt beschouwd als een zoon van Gaius Asinius Gallus en Vipsania Agrippina.
Er is weinig over hem bekend, maar hij wordt met zijn broer Servius Asinius Celer vermeld in de Apocolocyntosis divi Claudii 13 van Seneca. Hij schijnt ook bij Horatius (Sat. II 1 § 68) te zijn vermeld. Hij duikt ook op in The Poetaster van Ben Jonson (1601). In werkelijkheid gaat het in deze gevallen echter om een naamsverwarring en is hij feitelijk dezelfde als Lucius Cornelius Lentulus Lupus.